# Ilex abscondita
Ilex abscondita  ist eine Pflanzenart aus der Gattung der Stechpalmen (Ilex). Diese seltene Art ist ein Endemit im Nationalpark Serranía La Neblina in Venezuela.

## Beschreibung

### Vegetative Merkmale
Ilex abscondita ist ein Strauch oder kleiner Baum, der Wuchshöhen von 3 bis 5 Metern erreicht.
Die Laubblätter sind in Blattstiel und Blattspreite gegliedert. Der glatte Blattstiel ist 7 bis 13 Millimeter lang. Die etwas ledrige Blattspreite ist bei einer Länge von 5 bis 9 Zentimetern sowie einer Breite von 4 bis 6 Zentimetern breit-eiförmig mit keilförmiger Basis und breit gerundetem oberen Ende. Die kahle Blattspreite ist ganzrandig, und an der Unterseite mit schwarzen Punkten bedeckt. An der Mittelrippe sowie an den Seitennerven befinden sich auf der Blattoberseite Furchen mit einer feinen flaumigen Behaarung (Indument).

### Generative Merkmale
Der seitenständige, seitlich angeordnete männliche Blütenstand enthält nur drei Blüten. Der seitenständige weibliche Blütenstand besteht aus einer einzelnen Blüte. Blütenstandsachse und Blütenstiele sind fein behaart. Die Fruchtstiele sind 6,5 bis 11 Millimeter lang. Die eiförmigen jungen Früchte sind 7 bis 9 Millimeter lang und haben einen Durchmesser von 6 Millimeter.

## Vorkommen und Status
Ilex abscondita wurde 1984 an den südlichen Hängen des Cañon Grande in einer Höhenlage von etwa 1900 Metern im Nationalpark Serranía La Neblina im Bundesstaat Amazonas im südlichen Venezuela entdeckt. Außerhalb dieser Region wurde diese Art bisher nicht nachgewiesen.
Ilex abscondita wird von der IUCN als „gefährdet“ eingestuft. Das Verbreitungsgebiet umfasst eine Fläche von weniger als 100 km².

## Taxonomie
Die Erstbeschreibung erfolgte 1988 durch den amerikanischen Botaniker Julian Alfred Steyermark in Flora of the Venezuelan Guayana – IV. In: Annals of the Missouri Botanical Garden. St. Louis, Missouri, Volume 75, Issue 1, Seite 320.